# William Allen (cardenal)
William Allen   (Lancashire, 1532 - Roma, 16 d'octubre de 1594) fou un sacerdot catòlic anglès nomenat cardenal el 1587 pel Papa Sixt V.

## Biografia
Era acadèmic d'Oxford, fugí d'Anglaterra en pujar al tron Elisabet I i fou nomenat rector del Seminari de Douai, la missió del qual era formar en el sacerdoci exiliats anglesos disposats a retornar secretament com a missioners a Anglaterra. Donà suport a la formació de l'Armada Invencible i el 1588 publicà als Països Baixos An Admonition to the Nobility and People of England and Ireland concerning the present wars, made from the execution of his holiness' sentence, by the high and mighty King Catholic of Spain, on satiritzava mordaçment Elisabet i invitava la població catòlica a sumar-se a l'exèrcit alliberador. Si l'Armada Invencible hagués aconseguit els seus objectius, Allen s'hauria convertit en governador interí d'Anglaterra sota l'autoritat del Papa i del rei d'Espanya, segons una nota de Felip II de Castella al duc de Parma, governador dels Països Baixos, datada el 5 d'abril de 1588.
Era membre de la comissió per a la revisió de la Vulgata, amb Gregory Martin i Richard Bristow publicà el 1582 al Col·legi Anglès de Reims una traducció a l'anglès del Nou Testament. Publicà també dos tractats apologètics en llatí denunciant les persecucions que patien els catòlics a Anglaterra sota el govern d'Elisabet de Tudor.